# Вулиця Ольги Чемерис
Вулиця Ольги Чемерис — одна з вулиць у місті Черкаси. Знаходиться у мікрорайоні Дахнівка.

## Розташування
Вулиця починається від вулиці Сержанта Волкова і простягається на північний схід до вулиці Павла Тичини.

## Опис
Вулиця неширока та неасфальтована, забудована приватними будинками, ліворуч до вулиці виходить території шпиталю для ветеранів Другої світової війни.

## Історія
Вулиця була названа на честь українського письменника Івана Ле.